# Касьяново (Пермский край)
Касьяново — деревня в Оханском городском округе Пермского края России.

## Географическое положение
Деревня расположена на расстоянии примерно 1,5 километра на север от села Острожка по дороге Оханск-Острожка (региональная автодорога «Дыбки — Таборы — Оханск»).

## История
С 2006 по 2018 год входила в состав Острожского сельского поселения Оханского района. После упразднения обоих муниципальных образований стала рядовым населенным пунктом Оханского городского округа.

## Климат
Климат умеренно — континентальный. Наиболее теплым месяцем является июль, средняя максимальная температура которого 24,8°С, а самым холодным январь со среднемесячной температурой — 17,3°С. Среднегодовая температура 2,1°С.

## Население
Постоянное население составляло 23 человека (96 % русские) в 2002 году, 19 человек в 2010 году.